# Paris daliensis
Paris daliensis là một loài thực vật có hoa trong họ Melanthiaceae. Loài này được H.Li & V.G.Soukup miêu tả khoa học đầu tiên năm 1992.